# Paradijseiland in gevaar
Paradijseiland in gevaar is het 254e stripverhaal van Jommeke. De reeks wordt getekend door Studio Jef Nys. Het album verscheen op 4 mei 2011. 

## Personages
In dit verhaal spelen de volgende personages mee:
- Jommeke, Flip, Filiberke, Choco, Marie, Teofiel.

## Verhaal
Een schatrijke man verstoort de paradijselijke rust op Paradijseiland. Hij palmt het eiland in en bouwt er een grote villa met een zwembad en zelfs een vliegveld. Bovendien houdt hij Choco’s apenvriendjes gevangen. Alle apen van het eiland zitten opgesloten. De apen worden uitgebuit als slaven die moeten werken voor de rijke man. Ze moeten allerlei klusjes doen. De papegaaien van het eiland, net terug van een lange concerttournee met Tita Telajora merken dat er iets niet pluis is.De papegaaien alarmeren Jommeke en zijn vrienden meteen. Die zetten alles op alles om het onheil af te schudden.

## Achtergronden bij het verhaal
- In dit album krijgt de smartlapvogel een kleine rol toebedeeld, die al eerder verscheen in album 112.
- Ook de Jaguar uit album 16 maakt een wederoptreden.
- Andere verhalen waarin Paradijseiland met dreigend onheil te maken krijgt zijn onder andere De geniale malloten, Het bedreigde paradijs en Apen te koop.
- De smartlapvogel zingt een prachtige parodie op Zeven anjers, zeven rozen van Willy Sommers, namelijk Zeven distels, zeven netels.
- Tita Telajora, een mooie, jongedame kwam eerder voor in Tita Telajora, Het jubilee, Het ei van de smartlapvogel en De mandoline van Caroline.